# Albert D'Haese
Pour les articles homonymes, voir Haese.
Albert (dit Bert) Gislenus D'Haese, né le 5 juin 1889 et décédé le 20 octobre 1982  fut un homme politique nationaliste flamand.
Il fut docteur en droit et journaliste; après-guerre, il fut collaborateur de De Standaard.
Il fut élu conseiller communal (1932-) et échevin (1933-38) d'Alost, député d'Alost (1936-39) et sénateur de l'arrondissement de Audenarde-Alost (1939-44).

## Sources
- Bio sur ODIS